# SCTV01C
SCTV01C je kandidat za vakcinu protiv kovida 19 koju je razvio Sinocelltech.

## Opis studije
SCTV01C studija je randomiziranа, dvostruko slepo, placebom kontrolirano kliničko ispitivanje faze Ⅰ/Ⅱ rekombinantne bivalentne trimerne S proteinske vakcine protiv teškog akutnog respiratornog sindroma koronavirusa 2 (SARS-КoV-2) koju proizvodi Sinocelltech, Ltd. Ova studija ima za cilj da proceni  sigurnost, podnošljivost i imunogenost eksperimentalne vakcine kod zdravih odraslih osoba starijih od ≥ 18 godina koje prethodno nisu bile vakcinisane.

### Detaljan opis studije
Eksperimentalnu vakcinu i adjuvans (jedan placebo) proizvodi Sinocelltech, Ltd., dok je fiziološki rastvor (drugi placebo) komercijalno kupljen. Ukupno će biti testirano 752 učesnika, od kojih 112 u fazi Ⅰ i 640 u fazi Ⅱ. U eksperimentu će se primeniti dva nivoa doziranja (20 μg i 40 μg) i dve starosne grupe (18~59 godina i ≥ 60 godina) kako u fazi Ⅰ tako i u fazi Ⅱ. Svi učesnici će dobiti dve doze eksperimentalne vakcine (20 μg ili 40 μg) ili placeba (adjuvant ili fiziološki rastvor) prema rasporedu prvog (nultog) i 28 dana.

### Dizajn studije[4]
| Tip studije              | Interventno (kliničko ispitivanje) |
| Procenjeni broj učesnika | 752 učesnika |
| Izbor učesnika           | Nasumično |
| Interventni model        | Paralelni zadatak |
| Maskiranje               | Dvostruki (učesnik, istražitelj) |
| Primarna svrhaa          | Prevencija |
| Zvanični naslov          | Randomizirana, dvostruko slepa, placebom kontrolirana klinička studija faze Ⅰ/Ⅱ za procenu sigurnosti, podnošljivosti i imunogenosti SCTV01C u zdravoj populaciji starosti ≥18 godina koja je prethodno bila nevakcinisana protiv kovida 19 |

## Vremenski okvir studije[4]
| Stvarni datum početka studije                | 1. decembar 2021 |
| Procenjeni datum primarnog završetka studije | 1. jun 2023      |
| Predviđeni datum završetka studije           | 1. jun 2023      |

## Spoljašnje veze
|  | Molimo Vas, obratite pažnju na važno upozorenje u vezi sa temama iz oblasti medicine (zdravlja). |

|  | Molimo Vas, obratite pažnju na važno upozorenje u vezi sa temama iz oblasti medicine (zdravlja). |